# Roturas
Roturas ist ein nordspanisches Dorf und eine Gemeinde (municipio) mit 26 Einwohnern (Stand: 2024) in der Provinz Valladolid in der autonomen Region Kastilien-León. 

## Lage
Roturas liegt in der kastilischen Hochebene in einer Höhe von etwa 830 m. Die Provinzhauptstadt Valladolid befindet sich gut 55 Kilometer (Fahrtstrecke) westlich. Das Klima im Winter ist durchaus kalt, im Sommer dagegen warm bis heiß; die spärlichen Regenfälle (ca. 540 mm/Jahr) fallen verteilt übers ganze Jahr.

## Bevölkerungsentwicklung
| Jahr      | 1970 | 1981 | 1991 | 2001 | 2011 | 2021 |
| Einwohner | 91   | 33   | 22   | 32   | 34   | 29   |

## Sehenswürdigkeiten

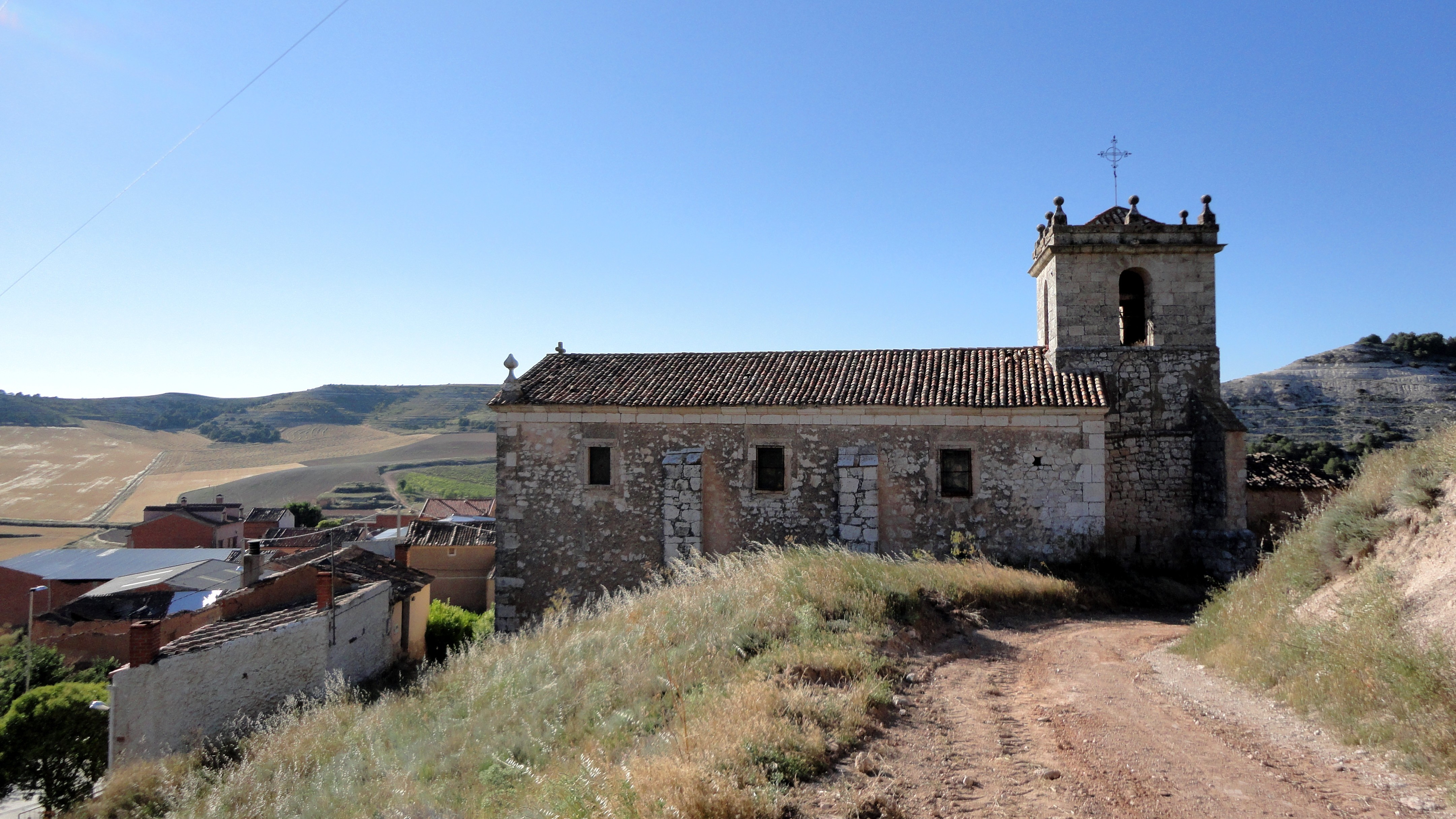
Stefanuskirche

- Stefanuskirche